# راینهام (کارولینای شمالی)
راینهام (به انگلیسی: Raynham) شهری در ایالت کارولینای شمالی کشور ایالات متحده آمریکا است که جمعیت آن در سرشماری سال ۲۰۱۰ میلادی، ۷۲ نفر بوده‌است.